# Dirk Lucas Asjes
Dirk (Dick) Lucas Asjes (Soerabaja 21 juni 1911 – 's-Gravenhage 2 februari 1997) was een Nederlandse luchtvaartpionier en oorlogsvlieger die zich boven Nederlands-Indië onderscheidde in de strijd tegen Japan.

## Loopbaan
Al vroeg kwam Dick Asjes in contact met de luchtvaart via de ML-KNIL. Hij vertrok vervolgens naar Nederland op te gaan studeren bij de Technische Hogeschool in Delft. In 1930 onderbrak hij deze studie om zijn militair vliegbrevet te behalen tijdens zijn dienstplicht. Op 24 augustus 1931 behaalde hij dit brevet. Tijdens zijn dienst onderhield hij wel contact met zijn medestudenten en was hij een van de oprichters van de Delftsche Studenten Aeroclub (DSA). Na zijn dienstplicht in 1933 werd hij instructeur bij de Nationale Luchtvaartschool (NLS).
Dick Asjes werd in eerste instantie bekend als de motor achter de Pander S.4 Postjager. Dit vliegtuig werd ontworpen door Theo Slot speciaal om postvluchten te verzorgen tussen Nederland en Nederlands-Indië. Dick Asjes wist enkele scheepsmagnaten en de Bataafse Petroleum Maatschappij te interesseren om hierin te investeren en richtten zij het Studiecomité Snelpost Nederland-Indië op. Samen met KLM-vlieger Gerrit J. Geysendorffer en S. van Straaten begonnen zij op 9 december 1933 de eerste vlucht richting Nederlands-Indië. De vlucht stokte echter in het Italiaanse Grottaglie, waarna de post werd overgenomen door Imperial Airways en van Brindisi naar Caïro werd gevlogen. Daar nam de KLM DC-3 "IJsvogel" het over die het in Jodhpur op zijn beurt weer overdroeg aan de Fokker F.XVIII 'Pelikaan' in de beroemde kerstvlucht. De Postjager vervolgde later alsnog zijn tocht in recordtempo. Toch werden de postvluchten niet hervat. In 23 januari 1934 trouwde Dick Asjes met Anne Wilhelmina Klopper (-1975), zij kregen twee zoons. Pander en Dick Asjes schreven de Postjager in voor de beroemde Melbourne race. Deze race eindigde voor de Postjager in een drama in Allahabad. De Pander brandde volledig uit waarbij Asjes, Geysendorffer en KLM marconist Pieter Pronk nog maar net aan de vlammen ontkomen. Dit betekende het einde van de Postjager alsmede voor Pander.

### Tweede Wereldoorlog
Dick Asjes vervolgde zijn werkzaamheden bij de NLS en af en toe bij de vliegtuigenfabriek Koolhoven. Na het behalen van zijn ingenieursdiploma ging hij werken voor Shell en vertrok in 1939 naar Borneo.Daar raakte hij betrokken bij de ML-KNIL. Hij werd opgeleid voor het vliegen van de Martin bommenwerper. Bij het uitbreken van de Tweede Wereldoorlog tegen Japan werd hij aangesteld als commandant van de 7de afdeling, een afdeling die was samengesteld uit leden van de vliegschool. Deze afdeling nam deel aan de aanvallen op Tarakan, welke het einde betekende voor de slagkracht van het ML-KNIL. Asjes en enkele vliegtuigen werden geëvacueerd naar Australië, waar hij de leiding kreeg bij het opzetten van de Royal Netherlands Military Flying School. Deze vliegschool en Asjes verhuisde in 1942 naar de Verenigde Staten, Fort Leavenworth in Kansas. Nog weer later verhuisde de school naar Jackson, Mississippi. Van hieruit vloog hij een squadron B-25 Mitchells terug naar Australië, waar hij uiteindelijk squadron commandant werd van het No. 18 (Netherlands East Indies) Squadron dat was uitgerust met Mitchells en over het PEP. Bij dit squadron vloog hij minstens 47 missies tegen de Japanners. Aan het einde van de oorlog kreeg hij de onder andere leiding over de terugkeer van geallieerde krijgsgevangenen burgers (RAPWI). In april 1946 keerde Asjes terug naar Nederland om de reorganisatie van de Koninklijke Luchtmacht te begeleiden.

### Naoorlogse Loopbaan
In december 1946 kreeg hij eervol ontslag. Hij ging weer werken voor Shell. Hij werkte in Trinidad en Venezuela waar hij uiteindelijk opklom tot mededirecteur van Mexican Eagle Oil Company - of La Compania Mexicana de Petrolie ed Aquila S.A., onderdeel van Shell - tot 1963. Daarna nog enkele jaren voorzitter van de Kamer van Koophandel in Mexico en later nog weer vicepresident/directeur van Verolme. Hij hertrouwde nog met Marie Antonetta Catharina van der Veen (9 maart, 1911 - 17 november, 2004).

## Militaire Willems-Orde

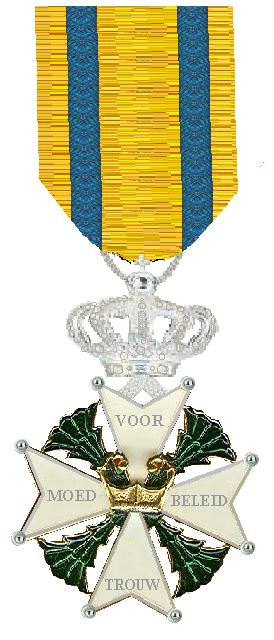
MWO.4

Asjes werd op 31 juli 1950 op eigen voordracht, hij maakte gebruik van het statutaire recht van reclame, als Ridder 4e klasse opgenomen in de Militaire Willems-Orde.
Het zich in de strijd onderscheiden hebben door uitstekende daden van moed, beleid en trouw door in het tijdvak van 27 februari 1944 tot en met 22 september 1944 -door- op voorbeeldige wijze persoonlijk deel te nemen aan een groot aantal operationele vluchten van het Nederlands-Indische bommenwerpers uit Australië naar door de vijand bezet gebied in de Zuid-Molukken, op Timor en Flores en op eilanden in de Banda Zee en de Arafoera Zee, zomede op Nieuw-Guinea (citaat uit het koninklijk besluit voor toekenning van de Militaire Willems-Orde).
In het bijzonder werd de Militaire Willems-Orde toegekend omdat Asjes bij het No. 18 (Netherlands East Indies) Squadron persoonlijk het bevel over deze vluchten nam, waarbij hij meestal optrad als "Pathfinder" en hij bij het uitvoeren van dag- en nacht bombardementen veelal, ter nadere verkenning van de verkregen uitkomsten, als laatste met zijn toestel na het uitvoeren van de opdracht het opgegeven doel verliet. Hij wist daardoor niet alleen te bereiken dat het moreel van dit squadron zo hoog mogelijk werd opgevoerd maar tevens dat de uitkomsten van daarop volgende operaties konden worden opgevoerd.Hij wist door steeds op tactisch juiste wijze en dikwijls door het toepassen van een nieuwe methode bij het aanvliegen der doelen de verliezen van het squadron zo veel mogelijk te beperken, hetgeen echter niet kon verhinderen dat de zeer gevaarlijke opdrachten vele verliezen van toestellen en bemanningen ten gevolge van vijandelijke afweer, zowel van de grond als in de lucht met zich meebrachten.

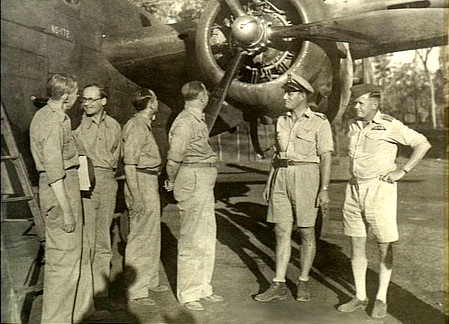
Vliegveld Batchelor, juli 1944. Squadron commandant luitenant-kolonel D.L. Asjes, (2e van rechts) met groupscommander J.P. Ryland, commandant van no. 79 Wing RAAF (uiterst rechts) praten met leden van de Empire Parliamentary Delegation

Gedurende het tijdvak van 27 februari tot en met 30 juni 1944 maakte Asjes als onder-commandant en chef van de vliegdienst van het No. 18 (Netherlands East Indies) Squadron 31 operationele vluchten, met inbegrip van niet beschermde dagaanvallen op de Kai-eilanden, maakte hij fotografische opnamen van de door de vijand bezette eilanden in het Molukkengebied en wist hij aanvallen op vijandelijke schepen in Arafoera en de Banda-Zee persoonlijk te leiden. Tijdens het tijdvak van 1 juli tot en met 22 september 1944, nadat hij benoemd was tot commandant van het No. 18 (Netherlands East Indies) Squadron, nam hij opnieuw persoonlijk deel aan 16 operationele vluchten, waarbij hij, hoewel hij dat niet verplicht was, steeds zichzelf bij de gevaarlijkste opdrachten indeelde. Een van die vluchten was de riskante vlucht op 21 augustus 1944 tijdens een zeer donkere nacht naar de Kai-eilanden om te zoeken naar de bemanning van een verloren gegaan vliegtuig. Een andere vlucht was die van 24 augustus 1944, waarbij hij zocht naar de bemanning van een vliegtuig, en bij Larat in een benarde positie geraakte door het ontvangen van onverwacht en onbekend, vermoedelijk rocketafweervuur. Op 29 augustus 1944 vloog Asjes naar de Kai- en Tanimbareilanden, waarbij vijandelijke schepen tot zinken werden gebracht en zwaar tot halfzwaar vijandelijk luchtafweergeschut tot zwijgen werd gebracht; bij deze vlucht werd zijn toestel dusdanig beschadigd dat de vernielingen onherstelbaar bleken te zijn. Door zijn voorbeeldige, moedige en enthousiaste optreden onder zeer moeilijke omstandigheden wist hij het personeel van het 18de squadron, dat een zeer groot vertrouwen in hem had, steeds te bezielen en de naam van dit squadron bij de geallieerde vliegdienst, waarmee hij in dit gebied moest samenwerken, door de grote successen van zijn onderdeel bijzonder in aanzien te doen stijgen.
Asjes was behalve Ridder in de Militaire Willems-Orde ook Ridder in de Orde van de Nederlandse Leeuw, sinds 21 december 1944 drager van het Vliegerkruis en later begiftigd met twaalf andere onderscheidingen. Opvallend waren zijn Oorlogsherinneringskruis met drie gespen, zijn Ereteken voor Orde en Vrede, de Gouden Medaille van de Koninklijke Nederlandse Vereniging voor Luchtvaart en zijn Britse Distinguished Flying Cross.

## Straten vernoemd naar D. L. Asjes
Er zijn twee straten in Nederland vernoemd naar D. L. Asjes:
- De Asjesstraat in Beverwijk.[8]
- De Ir. Dirk Asjesloane in Feanwâlden.[9]